# Stróża (gromada w powiecie pajęczańskim)
Stróża – dawna gromada, czyli najmniejsza jednostka podziału terytorialnego Polskiej Rzeczypospolitej Ludowej w latach 1954–1972.
Gromady, z gromadzkimi radami narodowymi (GRN) jako organami władzy najniższego stopnia na wsi, funkcjonowały od reformy reorganizującej administrację wiejską przeprowadzonej jesienią 1954 do momentu ich zniesienia z dniem 1 stycznia 1973, tym samym wypierając organizację gminną w latach 1954–1972.
Gromadę Stróża siedzibą GRN w Stróży utworzono – jako jedną z 8759 gromad na obszarze Polski – w powiecie radomszczańskim w woj. łódzkim, na mocy uchwały nr 36/54 WRN w Łodzi z dnia 4 października 1954. W skład jednostki weszły obszary dotychczasowych gromad Stróża i Zielęcin ze zniesionej gminy Rząśnia oraz obszary dotychczasowych gromad Łęczyska i Zabrzezie (z wyłączeniem wsi Grabek, kolonii Komorów i kolonii Podlas) ze zniesionej gminy Sulmierzyce w tymże powiecie. Dla gromady ustalono 14 członków gromadzkiej rady narodowej.
1 stycznia 1956 gromada weszła w skład nowo utworzonego powiatu pajęczańskiego w tymże województwie.
Gromadę zniesiono 31 grudnia 1961, a jej obszar włączono do gromad: Rząśnia (wieś i parcelę Zielęcin) i Bogumiłowice (wieś Łęczyska, wieś Markowizna, osadę Siewierzyzna, wieś i parcelę Stróża, wieś Ściegna, osadę młyńską Wojewódzizna, osadę Wola Wydrzyna oraz wieś Zabrzezie).